# Arthroleptis anotis
Arthroleptis anotis é uma espécie de anfíbio anuro da família Arthroleptidae. Está presente na Tanzânia. A UICN classificou-a como deficiente de dados.